# Xarxa de Museus d'Art de Catalunya

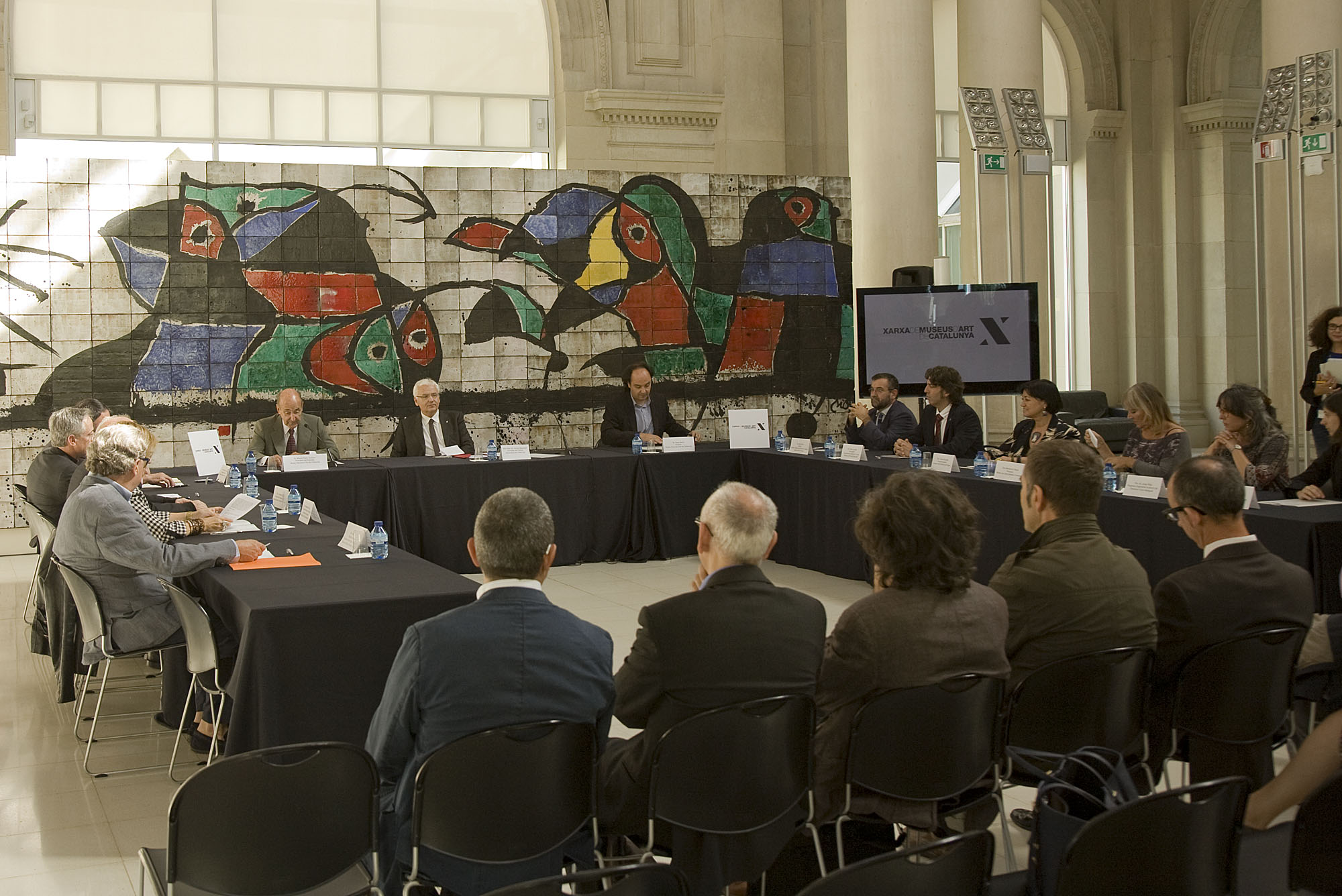
Signatura de la constitució de la Xarxa de Museus d'Art

La Xarxa de Museus d'Art de Catalunya és una organització que aglutina diversos museus constituïda el 16 d'octubre de 2014 amb l'objectiu de facilitar polítiques comunes de protecció, recerca i coneixement del patrimoni. També s'encarregarà de la formació dels professionals i farà possible la realització de projectes conjunts. El treball d'interrelació d'aquesta xarxa ha de portar a la consecució dels següents objectius: potenciar la tasca que aquests centres tenen en la dinamització cultural del seu entorn, obtenir més rendiment dels recursos de què disposen els museus territorials, disposar d'un lideratge artístic i conceptual que els permeti incrementar el grau d'exigència, actuar com a aparador de la creació i els artistes del seu territori.
El Museu Nacional d'Art de Catalunya encapçala aquesta Xarxa, integrada per la Biblioteca-Museu Víctor Balaguer, de Vilanova i la Geltrú; el Museu d'Art de Girona; el Museu Episcopal de Vic; Museu Diocesà i Comarcal de Solsona; el Museu del Cau Ferrat, de Sitges; el Museu de la Garrotxa, d'Olot; el Morera. Museu d'Art Modern i Contemporani de Lleida; el Museu de Lleida Diocesà i Comarcal; el Museu de l'Empordà, de Figueres; el Museu de Reus; el Museu de Valls; el Museu del Barroc de Catalunya-Museu de Manresa; el Museu d'Art de Sabadell; el Museu Abelló, de Mollet del Vallès; el Museu d'Art Modern de Tarragona; el Museu d'Art de Cerdanyola; la Fundació Apel·les Fenosa, del Vendrell; el Museu d'Art Contemporani de Barcelona; el Museu del Disseny, de Barcelona; el Museu Frederic Marès, de Barcelona; la Fundació Palau, de Caldes d'Estrac; el Museu de Granollers; el Museu Catedral de la Seu d'Urgell i la Fundació Joan Miró.
La xarxa es va crear el 16 d'octubre de 2014 en un acte presidit pel Conseller de Cultura, Ferran Mascarell, el President del Patronat del Museu Nacional d'Art de Catalunya, Miquel Roca, i els màxims representants de tretze museus d'art. La Xarxa desplega el previst al Pla de Museus de Catalunya, que contempla l'ordenació dels museus registrats en quatre grans “constel·lacions de centres” o xarxes temàtiques, cada una encapçalada pel museu nacional de referència i en la qual hi són tots els museus catalans de cada un dels àmbits: història de l'art, història, contemporaneïtat, i ciències naturals.